# NHL-csapatok rekordjai
Ez a lista a National Hockey League alapszakaszára vonatkozó csapat rekordokat tartalmazza.

## Alapszakasz
- Legtöbb pont: 132, Montréal Canadiens 1976–1977
- Legkevesebb pont: 21, Washington Capitals 1974–1975
- Legtöbb győzelem: 62, Detroit Red Wings 1995–1996
- Legkevesebb győzelem: 8, Washington Capitals 1974–1975
- Legtöbb döntetlen: 24, Philadelphia Flyers 1969–1970
- Legkevesebb döntetlen: 2, San Jose Sharks 1992–1993
- Legtöbb vereség: 71, San Jose Sharks 1992–1993
- Legkevesebb vereség: 8, Montréal Canadiens 1976–1977
- Legtöbb győzelem egymás után: 17, Pittsburgh Penguins 1992–1993
- Leghosszabb veretlenségi sorozat: 35 (25 Gy – 10 D), Philadelphia Flyers 1979–1980
- Legtöbb ütött gól: 446, Edmonton Oilers 1983–1984
- Legkevesebb ütött gól: 133, Chicago Blackhawks 1953–1954
- Legtöbb kapott gól: 446, Washington Capitals 1974–1975
- Legkevesebb kapott gól: 131, Toronto Maple Leafs 1953–1954, Montréal Canadiens 1955–1956
- Legjobb gólarány: +216, Montréal Canadiens 1976–1977
- Legrosszabb gólarány: -265, Washington Capitals 1974–1975
- Legjobb emberelőny kihasználás %-ban: 31,88%, Montréal Canadiens 1977–1978
- Legrosszabb emberelőny kihasználás %-ban: 9,35%, Tampa Bay Lightning 1997–1998
- Legjobb emberhátrány kivédekezés %-ban: 89,58%, New Jersey Devils 2011–2012
- Legrosszabb emberhátrány kivédekezés %-ban: 68,24%, Los Angeles Kings 1982–1983
- Legjobb hazai mutató: 36 Gy, 2 V, 2 D, Philadelphia Flyers 1975–1976
- Legrosszabb hazai mutató: 1 Gy, 41 V, 0 D, Ottawa Senators 1992–1993

Megjegyzés: a szezonok hossza 70 és 84 mérkőzés között változott. A döntetlent 2004 után eltörölték.

## Sorozatok
Leghosszabb győzelmi sorozat:
- Egymás után: 17 mérkőzés Pittsburgh Penguins 1992–1993
- Otthon: 23 mérkőzés Detroit Red Wings 2011–2012
- Idegenben: 12 mérkőzés Detroit Red Wings 2005–2006

Leghosszabb győzelmi sorozat a szezon kezdetétől:
- Egymás után: 10 mérkőzés a Toronto Maple Leafs 1993–1994 és a Buffalo Sabres 2006–2007
- Otthon: 11 mérkőzés Chicago Blackhawks 1963–1964
- Idegenben: 10 mérkőzés Buffalo Sabres 2006–2007

Leghosszabb győzelmi sorozat a szezon végéig:
- 11 mérkőzés, New Jersey Devils 2005–2006

Leghosszabb veretlen sorozat:
- Egymás után: 35 mérkőzés Philadelphia Flyers 1979–1980
- Otthon: 34 mérkőzés Montréal Canadiens 1976–1977
- Idegenben: 23 mérkőzés Montréal Canadiens 1974–1975

Leghosszabb pontszerző sorozat a szezon kezdetétől:
- 24 mérkőzés Chicago Blackhawks 2012–2013 (21 győzelem, 3 shootout vereség)

Leghosszabb veretlen sorozat a szezon végéig:
- 18 mérkőzés, Pittsburgh Penguins 1992–1993 (17 győzelem, 1 döntetlen)

Leghosszabb vereség sorozat:
- Egymás után: 18 mérkőzés a Washington Capitals 1974–1975 és a San Jose Sharks 1992–1993
- Otthon: 14 mérkőzés Pittsburgh Penguins 2003–2004
- Idegenben: 38 mérkőzés Ottawa Senators 1992–1993

Leghosszabb nyeretlen sorozat:
- Egymás után: 30 mérkőzés Winnipeg Jets 1980–1981
- Otthon: 17 mérkőzés az Ottawa Senators 1995–1996 és a Atlanta Thrashers 1999–2000
- Idegenben: 38 mérkőzés Ottawa Senators 1992–1993

## Egyéb
- Legtöbb kapott gól nélküli mérkőzés egy szezon során: 22, Montréal Canadiens 1928–1929
- Legtöbb büntető perc egy szezon során: 2713, Buffalo Sabres 1991–1992
- Legtöbb büntető perc két csapat által egy mérkőzésen: 2004. március 5. a Philadelphia Flyers az Ottawa Senators ellen, 67 büntetés (419 perc)
- Legtöbb ütött gól egy mérkőzés alatt: 16, Montréal Canadiens 1920. március 3.
- Legtöbb Stanley-kupa: 24, Montréal Canadiens
- Leghosszabb rájátszásba való bejutási sorozat: 29 év, a Boston Bruins (1968–1996)
- Legtöbb pont, amivel egy csapat nem jutott be a rájátszásba: 95 pont, a Colorado Avalanche (2006–2007), Dallas Stars (2010–2011),